# Whoopi Goldberg
Whoopi Goldberg (născută Caryn Elaine Johnson; n.13 noiembrie 1955) este o actriță americană de comedie, cântăreață, compozitoare și laureată EGOT (Emmy, Grammy, Oscar și Tony).

## Biografie

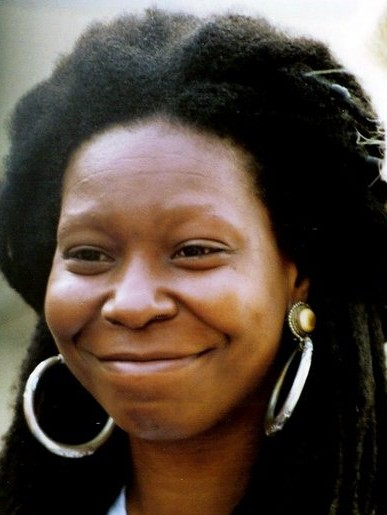
Whoopi Goldberg în 1992 la Festivalul Internațional de Film de la Cannes

De la 8 ani, urcă pe scenă pentru a juca teatru. Neplăcându-i cursurile de acolo, decide să muncească.
Va exersa mai multe locuri de muncă precum casieră la o bancă. În 1983 ea își începe cu adevărat cariera în comedie.
The Spoke Show va fi prima ei piesă și va ajunge chiar și la Grammy Award.
Ea își face începutul în carieră în 1985 cu La Couleur pourpre de Steven Spielberg.
Din cauza acestui rol Whoopi devine cunoscută și așa ușa cinematografului i se deschide.
Ea o să joace în mai multe filme (unul diferit de celălalt), (Jumpin' Jack Flash, Fatal Beauty, La Pie voleuse, The Long Walk Home, dar și Star Trek). În 1991 pentru rolul său din Fantoma mea iubită (1990) va câștiga un Oscar pentru cea mai bună actriță în rol secundar. 
Talentul ei se descoperă cu timpul (ea progresează și va încerca filme foarte diferite).
Ea va avea ocazia și de a lucra cu Will Smith.
Whoopi a fost casatorită de trei ori. Alvin Martin (1973-1979), David Claessen (1986-1988) și Lyle Trachtenberg (1994-1995).
Ea a făcut cuplu și cu  Frank Langella și Ted Danson.
În 1973,la 18 ani, Whoopi da naștere unei fete, Alexandrea (spusă Alex Dean Martin) cu soțul ei de epocă, Alvin Martin. Whoopi devine bunică pentru prima oară  la 34 de ani , din cauza fetei ei.

## Filmografie (selecție)
- 1982: Citizen
- 1985: Culoarea purpurie
- 1986: Jumpin’ Jack Flash (Film)
- 1986–1987: Moonlighting, serial TV, 2 Ediții
- 1987: Burglar
- 1987: Fatal Beauty
- 1988: The Telephone
- 1988: Clara’s Heart
- 1988–1993: Star Trek: The Next Generation, serial TV, 28 episoade)
- 1989: Homer and Eddie
- 1989: Beverly Hills Brats
- 1989: Kiss Shot, film TV
- 1990: Fantoma mea iubită
- 1990: The Long Walk Home
- 1990: Bagdad Café (serial TV, 15 episoade)
- 1990–1992: Captain Planet (Captain Planet and the Planeteers, serial TV, 60 episoade)
- 1991: House Party 2
- 1991: Soapdish
- 1991: Wisecracks
- 1992: Sister Act
- 1992: The Player
- 1992: Sarafina!
- 1993: Loaded Weapon 1 National Lampoon’s Loaded Weapon 1
- 1993: Sister Act 2: Back in the Habit
- 1993: Made in America
- 1994: The Lion King, voce
- 1994: Star Trek Generations
- 1994: Corrina, Corrina
- 1994:  The Pagemaster, voce
- 1994: The little Rascals
- 1995: Boys On The Side
- 1995: Moonlight & Valentino
- 1995: Theodore Rex
- 1995: The Sunshine Boys, serial TV
- 1996: Eddie
- 1996: Bordello of Blood
- 1996: The Associate
- 1996: Bogus
- 1996: Ghosts of Mississippi
- 1997: Rodger & Hammerstein's Cinderella, serial TV
- 1997: Destination Anywhere
- 1997: A Christmas Carol, voce
- 1997: Burn Hollywood Burn
- 1998: A Knight in Camelot
- 1998: Rugrats – The Movie, voce
- 1998: The Nanny, serial TV, cinci serii a câte 20 episoade
- 1998: How Stella Got Her Groove Back
- 1999: Alice in Wonderland, serial TV
- 1999: Girl, Interrupted
- 1999: Get Bruce
- 1999: The Magical Legend of the Leprechauns, serial TV
- 1999  "The Deep End of the Ozean"
- 2000: More Dogs Than Bones
- 2000: The Adventures of Rocky and Bullwinkle
- 2000: Strong Medicine, serial TV, 4 serii
- 2001: Rat Race
- 2001: Golden Dreams (scurtmetraj)
- 2001: Kingdom Come
- 2001: Monkeybone
- 2001: Call me Claus, film TV
- 2002: Star Trek Nemesis
- 2002: It’s A Very Merry Muppet Christmas Movie, film TV
- 2003–2004: Whoopi (serial TV, 19 episoade)
- 2003: Blizzard
- 2004: Pinocchio 3000 (voce)
- 2004: Sesame Street Presents: The Street We Live On (film TV, personaj secundar)
- 2005: Racing Stripes, voce
- 2005: Law & Order: Criminal Intent, serial TV, cinci serii a câte 20 episoade
- 2005: Whoopi: Back to Broadway – The 20th Anniversary (film TV)
- 2006: Farce of the Penguins, voce
- 2006: Doogal (voce)
- 2006: Homie Spumoni
- 2006: Everybody Hates Chris, serial TV 2 episoade
- 2007: If I Had Known I Was a Genius
- 2008: Snow Buddies – Abenteuer in Alaska,  voce
- 2008: Entourage (serial TV)
- 2009: Stream
- 2009: The Cleaner (serial TV, 3 episoade)
- 2010: See you in September
- 2011: A Little Bit of Heaven
- 2011: The Muppets
- 2011: The Middle (serial TV, trei serii a cîte 21 episoade)
- 2012: Glee (serial TV, 4 episoade)
- 2012: Suburgatory (serial TV, 22 episoade)